# Покровка (сельское поселение Девлезеркино)
Покровка (чув. Покровка) — посёлок в Челно-Вершинском районе Самарской области в составе сельского поселения Девлезеркино.

## География
Находится на расстоянии примерно 9 километров по прямой на северо-восток от районного центра села Челно-Вершины.

## История
Основан в начале XX века. 

## Население
Постоянное население составляло 10 человек (чуваши 100%) в 2002 году, 5 в 2010 году.